# Teresa Brewer
Teresa Brewer egtl. Theresa Breuer (7. maj 1931 – 17. oktober 2007) var en amerikansk pop- og jazz-sangerinde, der havde sin storhedstid i 1950'erne.
Allerede som 5-årig kom hun med i radioprogrammet Major Bowes Amateur Hour, som hun var en del af til hun blev 12 år.
I 1949 udgav hun sin første LP, der hed Copenhagen (København) sammen med Dixieland All-Stars. B-siden indeholdt hendes første hit, "Music! Music! Music!". Siden fulgte adskillige hit, indtil hun i slutningen af 1970erne besluttede at stoppe sin karriere.
Hun nåede at indspille næsten 600 sange og blev belønnet med en stjerne på Hollywood Walk of Fame.